# It's Midnight
«It's Midnight» —en español: «Es medianoche»— es una canción grabada por Elvis Presley en 1973 y editada por RCA el 1 de octubre de 1974 como cara B de un sencillo junto a «Promised Land».  El tema entró en tres listas diferentes de Billboard, entre ellas la lista Billboard Hot 100 alcanzando el puesto número 14 y tuvo ventas en los Estados Unidos en su momento, de unas 320 000 copias. 

## Antecedentes y grabación
La canción había sido compuesta por Billy Edd Wheeler y Jerry Chesnut. Presley se interesó por la melodía apenas la escuchó en un demo y se decidió a grabarla durante las sesiones de grabación en el estudio Stax de Memphis, Tennesee que tuvieron lugar entre los días 10 y 16 de diciembre de 1973. De dichas sesiones emergerían otros temas rentables y que entrarían en las listas de éxitos, como "Promised Land", "If You Talk In Your Sleep"  y "Help Me" 
Rápidamente Elvis consiguió armonizar con el tema, debido a que en ese período de su vida se interesaba mayoritariamente por cantar canciones que de alguna forma tuviesen que ver con su vida personal, no necesitando en el estudio demasiada posproducción y destacando, al igual que en sus primeras grabaciones, la frescura de la improvisación de las tomas iniciales. Por otra parte, Elvis convirtió la canción en parte de su repertorio en vivo. 

## Créditos
- Elvis Presley - voz
- James Burton - guitarra eléctrica líder
- Johnny Christopher - guitarra eléctrica rítmica
- Charlie Hodge - guitarra acústica rítmica y coros
- Norbert Putnam - bajo
- Ronnie Tutt - batería
- David Briggs - piano
- Per-Erik Hallin- órgano
- Kathy Westmoreland, Mary (Jeannie) Greene, Mary Holladay, Susan Pilkington- coros
- J.D. Sumner & The Stamps - coros [1]

### Sobregrabaciones
- Dennis Linde y Alan Rush - guitarras
- Rob Galbraith - percusión
- Bobby Ogdin - piano
- Randy Cullers - piano
- Ginger Holladay, Mary Holladay y Mary Cain - coros [1]

## Diseño de tapa
El sencillo, al igual que para el álbum "Promised Land" del cual tanto el tema que daba nombre al mismo como "It's Midnight" formaban parte, se utilizó una imagen de Elvis de perfil, cantando alegremente en vivo, ataviado con uno de sus jumpsuits clásicos de su vestuario de la década de 1970, conocido popularmente como "Elvis peacock jumpsuit" o "atuendo del pavo real" que consistía en un enterizo en color blanco con una figura de un pavo real en el centro y cuyo diseño de las plumas se extendían por su pantalón decorando ambos laterales del mismo. 

## Ediciones

### Sencillos
- Promised Land / It’s Midnight (RCA PB-10074) - Standard edition
- Promised Land / It’s Midnight (RCA PB-10074) - Gold standard edition [7]

### Álbumes
- Promised Land (1975)
- Our Memories of Elvis (1979)
- Always on My Mind (1985)
- Walk a Mile in My Shoes – The Essential 70’s Masters (1995)
- Are You Lonesome Tonight (1997)
- Platinum – A Life in Music (1997)
- From Elvis in Memphis; Promised Land; Moody Blue (2001)
- Live in Las Vegas (2001)
- The Country Side of Elvis (2001)
- It’s Midnight (2001) - FTD
- Dragonheart (2003) - FTD
- Big Boss Man (2005) – FTD
- Southern Nights (2006) – FTD
- Made in Memphis (2006) - FTD
- Nevada Nights (2008) - FTD
- From Sunset to Las Vegas (2009) - FTD
- Promised Land (2011) - FTD
- Our Memories of Elvis, - Volumen 1, 2 & 3 (2012) - FTD
- Hits of the 70s (2012) - FTD
- In Florida (2014) - FTD
- Las Vegas 1975 (2016) - FTD
- Las Vegas '74 (2017) - FTD [7]

## Recepción de la crítica
En su revisión del álbum "Promised Land", la revista Billboard calificó a "It's Midnight" como uno de los mejores temas contenidos en el trabajo. El sencillo Promised Land / It’s Midnight sumado a la primera edición del álbum "Promised Land" que saldría a la venta al año siguiente, tendrían ventas en conjunto de más de 600.000 copias, aunque al no alcanzar individualmente los stándares para ser certificados como disco de oro por la RIAA, el organismo descarta esas ventas masivas a la hora de contabilizar las cifras globales de ventas de discos de Elvis Presley, algo que la Elvis Presley Enterprise cuestionó a la compañía, ya que su método de medición incurre en severas omisiones que resultan tendenciosamente desfavorables al momento de analizar los logros comerciales del artista. 

## Posicionamiento en listas
| Listas (1974)             | Posición alcanzada |
| ------------------------- | ------------------ |
| Billboard Hot 100         | 14                 |
| Billboard Easy Listening  | 8                  |
| Billboard Country Singles | 9                  |